# The Split CD
The Split CD è uno split-EP del gruppo musicale statunitense Queens of the Stone Age e del gruppo musicale olandese Beaver, pubblicato nel 1998.

## Tracce
1. The Bronze – 3:41 (Queens of the Stone Age)
2. These Aren't the Droids You're Looking For – 3:07 (Queens of the Stone Age)
3. Absence Without Leave (Morocco) – 5:06 (Beaver)
4. Morocco (Absence Without Leave) – 4:25 (Beaver)

## Formazione
Queens of the Stone Age
- Josh Homme - voce, chitarra, basso (come Carlo Von Sexron)
- Alfredo Hernández - batteria

Beaver
- Roel Schoenmakers - chitarra, voce
- Jozsja de Weerdt - chitarra
- Milo Beenhakker - basso
- Eva Nahon - batteria

Altri musicisti
- Olaf Smit - chitarra (traccia 4)